# Radisne, Krasnodon
Radisne (în ucraineană Радісне) este un sat în comuna Biloskeliuvate din raionul Krasnodon, regiunea Luhansk, Ucraina.

## Demografie
Componența lingvistică a localității Radisne
     Ucraineană (84,78%)
     Rusă (15,22%)
Conform recensământului din 2001, majoritatea populației localității Radisne era vorbitoare de ucraineană (84,78%), existând în minoritate și vorbitori de rusă (15,22%).